# Dana Perino

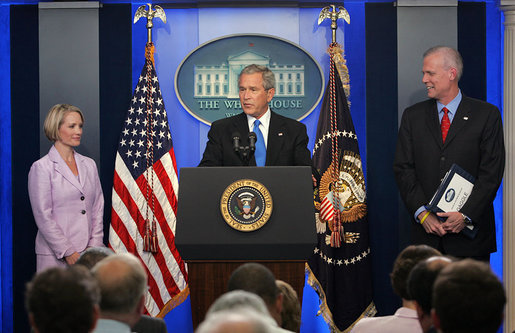
Dana Perino, George W. Bush a Tony Snow

Dana Marie Perino (* 9. května 1972) je televizní politická komentátorka stanice Fox News a bývalá tisková mluvčí Bílého domu. Dne 14. září 2007 ji prezident Spojených států George W. Bush jmenoval stálou tiskovou mluvčí. Od 27. března 2007 do 30. května 2007 byla zastupující tiskovou mluvčí. Její předchůdce, Tony Snow odstoupil kvůli léčbě rakoviny tlustého střeva. Tuto funkci opustila s odchodem prezidenta Bushe z úřadu v lednu 2009.
Představuje historicky druhou ženou, která zastávala post tiskové mluvčí Bílého dmou. První ženou, jež byla do této funkce jmenována, byla Dee Dee Myers, kterou jmenoval Bill Clinton.

## Osobní život
Narodila se v Evanstonu ve státě Wyoming a vyrostla v Denveru ve státě Colorado. Navštěvovala Ponderosa High School v Parker ve státě Colorado, což je na předměstí Denveru. Vystudovala University of Southern Colorado (nyní známou jako Colorado State University-Pueblo), kterou ukončila v roce 1994 s bakalářským titulem v komunikacích a rovněž politických vědách a španělštině. Už během těchto studií pracovala pro televizi KTSC-TV, kde se zabývala lokální politikou. Následně, když studovala na University of Illinois at Springfield, pracovala jako reportérka pro stanici WCIA-TV.

## Kariéra
Po ukončení studií na UIS, kde získala magisterský titul, pracovala pro kongresmana Scotta McInnise. Poté, téměř 4 roky, pracovala pro kongresmana Dana Schaefra jako tisková mluvčí. Po tom,co kongresman Schaefer ukončil kariéru, rozhodla se, že se přestěhuje do Anglie za svým manželem, kterého potkala během letu do Denveru. Po roce stráveném v Anglii, se oba přestěhovali do San Diega. V roce 2001, se vrátila zpátky do Washingtonu, kde pracovala pro Ministerstvo spravedlnosti Spojených států amerických jako tisková mluvčí. Následně jí však přišla nabídka pracovat pro Bílý dům, kterou přijala a od 31. března 2006, pracovala jako tisková mluvčí v otázkách environmentalismu.